# Утайшань
Гора Утайшань (кит.: 五台山, Wǔtái Shān, Гора п'яти висот) — одна з чотирьох священних гір китайського буддизму. Розташована у міському окрузі Сіньчжоу провінції Шаньсі, приблизно за 250 км на північний захід від Пекіна.
Утайшань вважають місцем перебування Бодгісаттви мудрості, Манджушри або Веньшу (文殊) в китайському варіанті.
Свою назву вона отримала через наявність п'яти заокруглених вершин, іменованих Північна (кит.: 北 台 Běitái, 3058 м — найвища точка північного Китаю), Західна, Південна, Східна та Центральна.
З чотирьох священних гір Утайшань першою отримала цей статус, тому часто на неї посилаються як на «першу з чотирьох великих гір.» Відповідно до Аватамсака-сутри (кит: Хуаян Цзин; 華嚴 經), яка описує місця перебування бодгісаттв, Манджушри перебуває на «чистій холодній горі» на північному сході. Ця назва стала альтернативною для Утайшань (кит.: 清涼山, Qīngliáng Shān, Чиста холодна гора). Вважається, що бодгісаттва Манджушри часто з'являється на горі в образі паломників, ченців або незвичайних п'ятикольорових хмар.
На Утайшані є зразки давньої дерев'яної архітектури, що збереглася з часів династії Тан (618—907). Зокрема, головний зал монастиря Наньчан та Східний Зал монастиря Фугуан були побудовані в 782 і 857 роках. У сучасному Китаї вони були виявлені лише в 1937 і 1938 роках.
2008 року китайська влада подала заявку на внесення храмів Утайшань до списку Світової спадщини ЮНЕСКО. Місцеві жителі стверджують, що їх виселили насильно зі своїх будинків у рамках підготовки КНР до подачі цієї заявки. 2009 року заявку було задоволено, і гора Утайшань увійшла до списку Світової спадщини за критеріями ii, iii, iv і vi.

## Головні храми
Храм Наньшань (кит.: 南山 寺, nánshānsì, Храм південної гори) був уперше побудований за часів династії Юань. Храм включає в себе сім терас, розділених на три частини.
Інші значущі храми: Сяньтун та Таюань.